# Hanover (Massachusetts)
Pour les articles homonymes, voir Hanover.
Hanover est une ville du Comté de Middlesex dans l’État du Massachusetts.
Elle a été incorporée en 1727.
Sa population était de 14 833 habitants en 2020.